# Cardiochiles explorator
Cardiochiles explorator är en stekelart som först beskrevs av Thomas Say 1836.  Cardiochiles explorator ingår i släktet Cardiochiles och familjen bracksteklar. Inga underarter finns listade.